# Gotakan
Gotakan is een bestuurslaag in het regentschap Kulon Progo van de provincie Jogjakarta, Indonesië. Gotakan telt 2591 inwoners (volkstelling 2010).